# ユアーズ・トゥルーリー
『ユアーズ・トゥルーリー』（Yours Truly）は、アメリカ合衆国の歌手アリアナ・グランデが発表したデビューアルバム。2013年8月30日にリリースされた。

## 概要
2013年9月21日付のBillboard 200で第1位を獲得した。女性アーティストのデビューアルバム1位獲得は、2010年のケシャの『アニマル』以来であり、ビルボード史上15人目である。
日本盤は2014年2月5日に発売され、2月17日付のオリコンアルバムチャートで第3位となった。洋楽女性ソロのデビューアルバムのオリコン第3位は歴代最高位であり、過去にリセット・メレンデスの『True to Life』、スーザン・ボイルの『夢やぶれて』、ケシャの『アニマル』が第3位になっている。
米国盤と日本盤ではジャケットが異なっており、日本盤ではシングル「ザ・ウェイ」で使用されたデザインが採られている。米国盤では、モノクロの写真が使用されている。当初のアートワークは、ピンクの背景に花畑の上で座り込むアリアナの写真であった。しかし、ファンから「子供っぽい」「かわいくない」等の不評が相次いだため、現在のモノクロ写真に変更された。

## 収録曲
| #         | タイトル                                                          | 作詞  | 作曲・編曲 | 時間 |
| --------- | ----------------------------------------------------------------- | ----- | ---------- | ---- |
| 1.        | 「ハネムーン・アヴェニュー」                                      |       |            | 5:39 |
| 2.        | 「ベイビー・アイ」                                                |       |            | 3:17 |
| 3.        | 「ライト・ゼア」(feat.ビッグ・ショーン)                           |       |            | 4:07 |
| 4.        | 「タトゥード・ハート」                                            |       |            | 3:14 |
| 5.        | 「ラヴィン・イット」                                              |       |            | 3:00 |
| 6.        | 「ピアノ」                                                        |       |            | 3:54 |
| 7.        | 「デイドリーミン」                                                |       |            | 3:31 |
| 8.        | 「ザ・ウェイ」(feat. マック・ミラー)                              |       |            | 3:47 |
| 9.        | 「ユール・ネヴァー・ノウ」                                        |       |            | 3:34 |
| 10.       | 「オールモスト・イズ・ネヴァー・イナフ」(with ネイサン・サイクス) |       |            | 5:27 |
| 11.       | 「ポピュラー・ソング」(with ミーカ)                               |       |            | 3:20 |
| 12.       | 「ベター・レフト・アンセッド」                                    |       |            | 3:32 |
| 合計時間: | 合計時間:                                                         | 46:28 |            |      |

| #         | タイトル                                     | 作詞  | 作曲・編曲 | 時間 |
| --------- | -------------------------------------------- | ----- | ---------- | ---- |
| 13.       | 「ザ・ウェイ」(スパングリッシュ・バージョン) |       |            | 3:47 |
| 合計時間: | 合計時間:                                    | 50:08 |            |      |

| #   | タイトル                                           | 作詞 | 作曲・編曲 | 時間 |
| --- | -------------------------------------------------- | ---- | ---------- | ---- |
| 13. | 「ザ・ウェイ」(JdB リミックス)                     |      |            | 4:24 |
| 14. | 「ベイビー・アイ」(コズミック・ドーン・リミックス) |      |            | 3:59 |
| 15. | 「ライト・ゼア」(セヴンス・ヘヴン・リミックス)     |      |            | 4:03 |

## レコーディング日（2011年～2013年）

### 2011年
- 2月22日("ユア マイ オンリー ショーティ)"
- 8月4日(『ピンクシャンパン』
- 8月9日(『ピンク・シャンパン』、『ヴードゥー・ラブ』)
- 8月11日
- 8月12日
- 8月15日(「ブードゥーラブ」)
- 8月26日(『Nick JonasによるBallad』)
- 8月27日(『Nick JonasによるBallad』)
- 9月3日
- 9月８日
- 9月１２日
- 9月２７日
- １１月3日

### 2012
- 1月10日
- 1月31日
- 2月3日(「3OH!3との共作」、「タトゥーハート」）
- 2月4日(「タトゥーハート」)
- 2月11日(『ヤング・ラブ』『タトゥー・ハート』)
- 2月２３日
- 2月26日(「ファーストタイム」)
- 2月27日(「ファーストタイム」)
- 2月28日(「ファーストタイム」)
- 3月1日(「ファーストタイム」)
- 3月4日(「ILAB」)
- ３月5日(「ILAB」)
- 3月6日
- 3月24日
- 3月25日
- 3月28日(『パラシュート』『ILAB』)
- 4月20日(「ドューユーラブミー」)
- 5月1日(「ピンクシャンパン」)
- 5月7日
- 5月30日
- 6月8日(「ドューユーラブミー」)
- 6月16日(『ハネムーン・アベニュー』)(オリジナル)
- 6月20日
- 6月2１日
- 7月19日(『Die in Your Arms』）
- 7月２１日
- 8月3日
- 8月 23日
- 9月13日(「ブードゥー・ラブ」)
- 9月25日
- 10月6日
- 11月 14日
- １2月 1日
- 12月4日
- 12月9日(『ヒューマン』『リアル』『La Vie En Rose(最終テイク)』)
- 12月 11日
- 12月17日

### 2013
- 1月13日
- 2月5日(『ザ・ウェイ』)
- 2月 18日
- 2月 27日
- 4月24日(「ライト・ゼア」)
- 6月5日
- 6月7日
- 6月 8日
- 6月11日("ユール ネバー ノウ)
- 6月23日(『ハネムーン・アベニュー』、『タトゥーハート』)

## 未使用楽曲
- "3OH!3 Outtake"
- "Boyfriend Material"（後にF(x)から여우 같은 내 친구 (No More)としてリリースされた）
- "Butterflies"
- "Do You Love Me?" (当初のセカンドシングル、諸事情により発売中止)
- "First Time"
- "Human"
- "ILAB"
- "La Vie En Rose"（リリース記念リスニングパーティーにて、披露された。）
- "Nobody Does It Better"
- "Oh, Darling"
- "Parachute"
- "Pink Champagne" (ライブで披露済み)
- "Please Don't Let Me Go"
- "Put Your Hearts Up" (当初のリードシングル)
- "Real"
- "Saturday Love"
- "Sandman"
- "'Til We Finally Meet"
- "Unknown Nick Jonas Duet"
- "Unknown Nick Jonas Ballad"
- "Unknown Sean Kingston Collaboration"
- "Voodoo Love"
- "Young Love"